# Modul elastičnosti
Modul elastičnosti ili Youngov modul je fizikalna veličina. Oznaka je E. Njome opisujemo koliko se izduljena elastična tijela skraćuju ili produljuju pod djelovanjem sile ovisno o materijalu od kojega su načinjena. Modul elastičnosti predstavlja omjer naprezanja pod djelovanjem vlačne sile i relativne promjene duljine. Mjerna jedinica ove veličine je paskal (Pa). Modul pokazuje sljedeće: što je manji, a naprezanje isto, tijelu je deformacija veća.
Formula je:
E = σ/ε = (F/P)/(ΔL/L0)
σ = naprezanje
ε = linearna elastična deformacija
F = vlačna sila
P = ploština početnoga poprečnog presjeka
ΔL = promjena duljine
L0 = početna duljina